# Rúrik

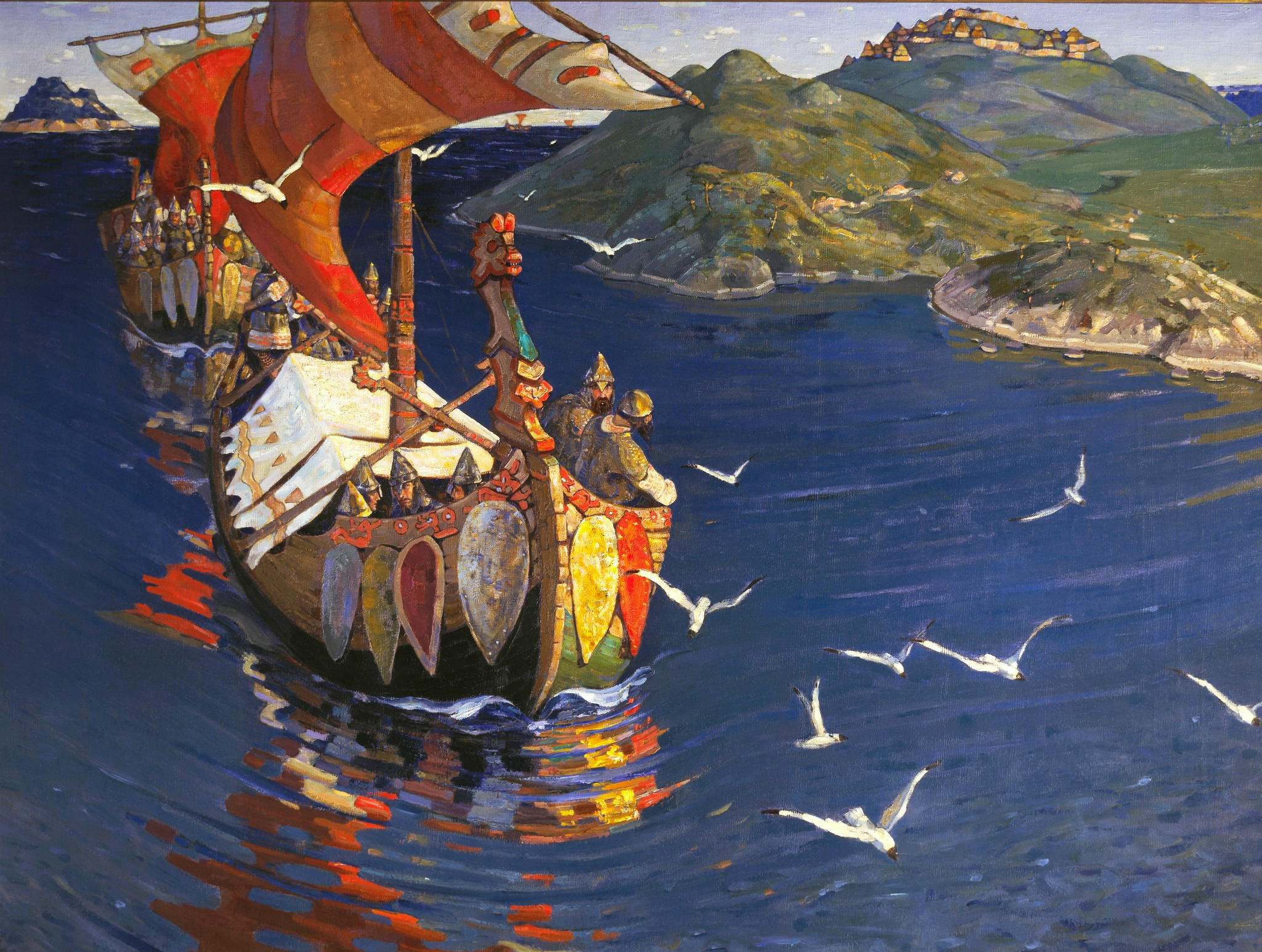
Els varegs a la Rus de Kíev, per Nicholas Roerich (1899)

 Rúrik  o  Riúrik  (en rus, Рюрик; en nòrdic de l'est  Rørik , que significa "famós líder") (h. 830-h. 879) va ser un cap vareg que va guanyar el control del llac Làdoga a 862, va construir l'assentament de Holmgard  (Rúrikovo Gorodischer)  prop de Nóvgorod, i va fundar la dinastia ruríkida que va governar la Rus de Kíev i després Moscòvia fins al segle xvi.

## Nom

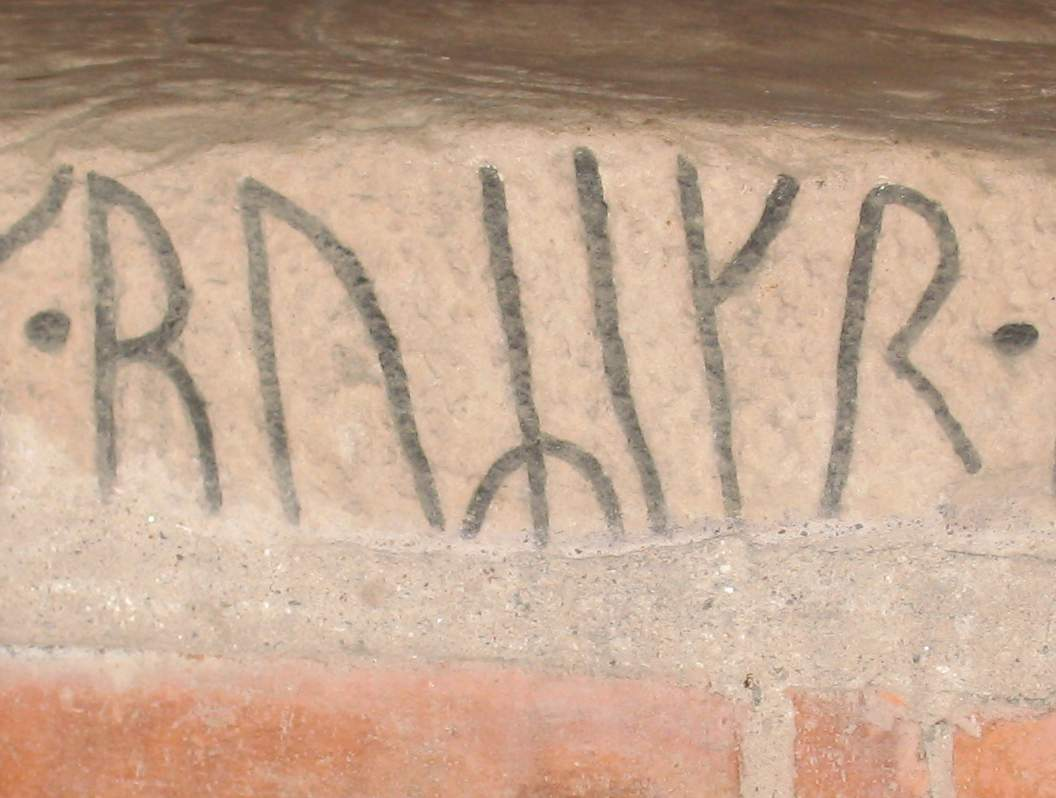
Les runes ru ikr representant el nom en nòrdic antic Hrœrekr a la pedra rúnica de l'època vikinga U 413 a l'església de Norrsunda, Uppland, Suècia.

Riúrik  és el nom eslau antic que correspon al nom germànic «Roderic». En les llengües germàniques:  Hrodric  (en antic alt alemany),  Hroðricus  (en anglès antic). En nòrdic antic,  Hrœrekr  (noruec, islandès) i  Hrørīkr  o  Rørik  (danès, suec), dels quals es deriva  Riúrik . També apareix en Beowulf com  Hrēðrīk .

## Història

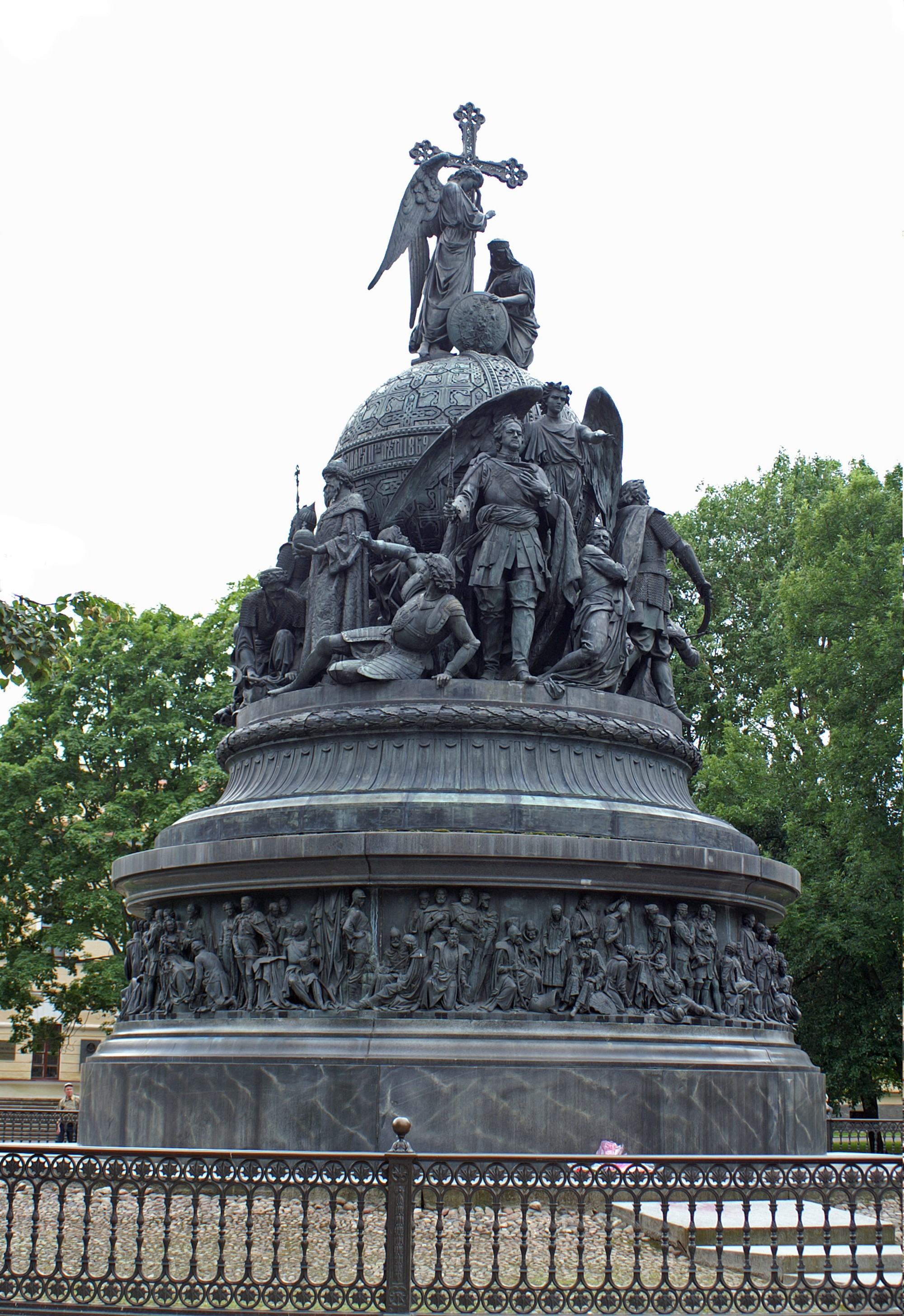
Un monument a Nóvgorod que commemora el mil·lenari de l'arribada de Rúrik a Nóvgorod

Hi ha debat sobre la forma en què Rúrik va arribar a controlar el llac Làdoga i Nóvgorod. L'única informació sobre ell es troba a la Crònica Primària del segle xii, que afirma que txudens, eslaus, meriens, vesses i krivitxs "... van portar els varegs més enllà del mar, van rebutjar pagar tribut, i es van establir per governar-se a si mateixos ". Després les tribus van començar a lluitar entre si i van decidir convidar a Rúrik per restablir l'ordre.
Rúrik va conservar el poder fins a la seva mort el 879. Es va casar amb Efanda (Edvin Alfrind Ingrid) d'Urmana. Els seus successors (la dinastia ruríkida), van traslladar la capital a Kíev i van fundar l'estat de la Rus de Kíev, que va perdurar fins a 1240, l'època de la invasió mongola. Una sèrie de famílies principesques supervivents descendeixen per via patrilineal de Rúrik. El darrer ruríkida que va governar Rússia, Basili IV de Rússia, va morir a 1612.

## Origen disputat
Encara que alguns historiadors emfatitzen les arrels folklòriques de la llegenda de Rúrik i, per tant, consideren Rúrik com una figura llegendària, hi ha una controvèrsia sobre els seus orígens ètnics a Europa Oriental.
Segons la Crònica Primària, Rúrik va ser un dels Rus', una tribu varega comparable segons el cronista amb els danesos, suecs, anglesos i nadius de Gotland. Al segle xx, els arqueòlegs van corroborar només en part la versió que la Crònica fa dels esdeveniments. Es va descobrir que l'assentament de Làdoga, fundat per Rúrik segons la Crònica, era anterior: va ser establert a mitjans del segle viii. Ceràmica, aixovars domèstics i una sèrie d'edificis de l'època de la fundació de Rurik es corresponen amb models llavors prevalents en Jutlàndia.

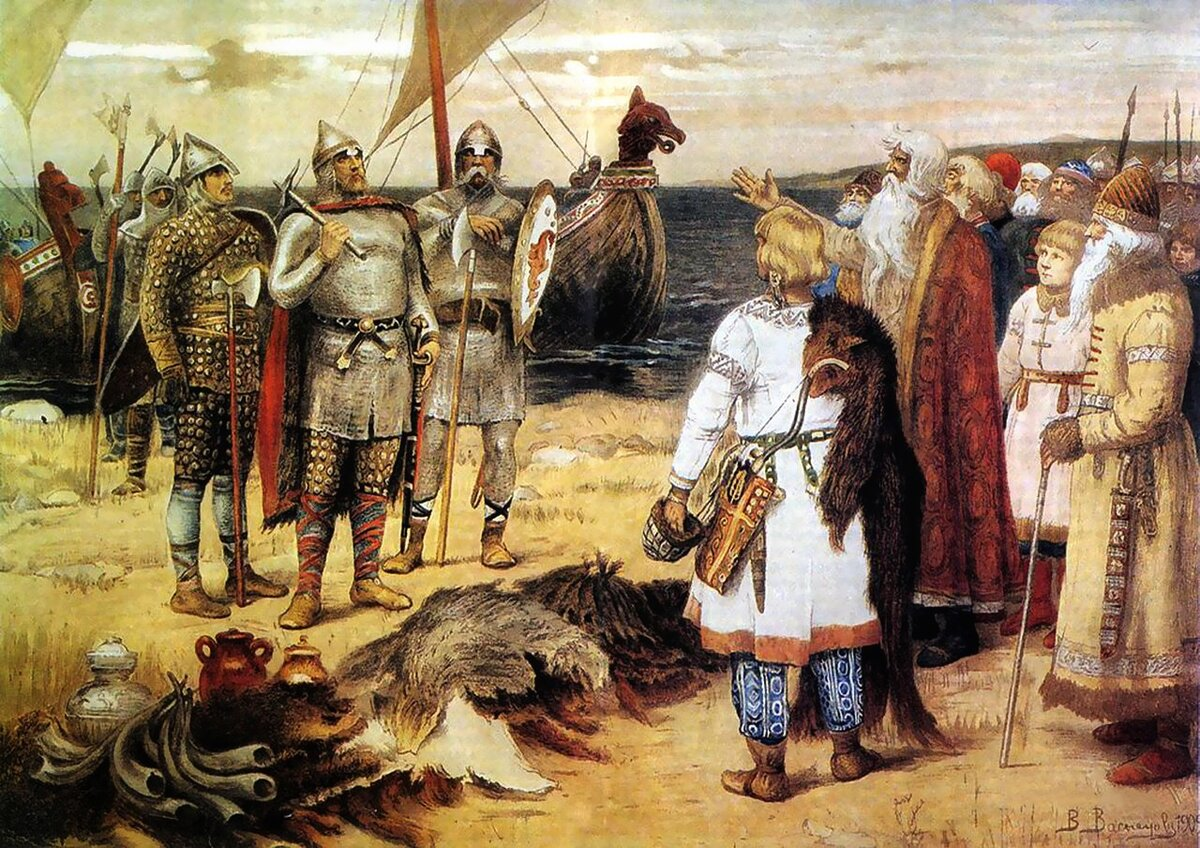
Rúrik i els seus germans Truvor i Sine arriben a Ladoga.

Alguns historiadors eslaus (BA Rybakov i els seus seguidors entre ells) argumenten que el relat de la invitació de Rúrik es va manllevar per un cronista pro-escandinau d'un hipotètic document nòrdic. Per exemple, la Crònica primària afirma que Rurik va arribar a terres eslaves amb els seus dos germans, Sine i Truvor, i els va enviar a governar les ciutats de Beloozero i Izborsk, respectivament. En lloc de relacionar Sine amb Signjotr i Truvor amb Torvald, suggereixen que el cronista va llegir un document escandinau hipotètic i malinterpretar les paraules nòrdiques 'sine hus' (sense casa) i 'tru voring '(amb guàrdia lleial) com els noms de germans de Rúrik: Sine i Truvor.
Hi ha una altra teoria segons la qual Rúrik, a causa de matrimonis mixtos entre varegs i dones eslaves, va ser d'ascendència mestissa eslau-varega. Aquesta teoria es basa en la informació del primer historiador modern de Rússia, Vassili Tatísxev (ell mateix un ruríkida), que va afirmar que Rurik era d'extracció wéndica. Va arribar fins a nomenar la seva mare, Umile; el seu avi matern, Gostomisl, i un cosí, Vadim. El pare de Rurik com tota la gent de la tribu Rus, provenia de Finlàndia. Aquells que consideren que el relat de Tatishchev és de bona fe apunten que va basar el seu relat en la pèrdua Crònica de Joaquim.

### Investigació genètica
Un estudi d'ADN per part del professor Andrzej Bajor de Polònia, sota els auspicis del Projecte de l'arbre familiar d'ADN de la dinastia Rurik, busca situar Rurik de manera més exacta dins de la llum de la història i fora de les ombres de la llegenda, al mateix temps que intenta trobar als seus descendents moderns. Aquest projecte busca també estudiar l'ADN de la descendència masculina del governant lituà medieval Gediminas (Gedymin); la línia inclou algunes de les més altes famílies principesques de Rússia i Polònia. Els Gediminas es van casar amb els ruríkides, i hi ha la possibilitat que ells fins i tot descendeixin de Rúrik, o almenys d'un dels seus avantpassats dins de l'època històrica - el projecte busca respondre a aquesta qüestió. Fins ara, només dos prínceps Rurik moderns han accedit a fer-se la prova d'ADN. Els seus resultats indiquen que la seva línia masculina es va originar a la província d'Uppland a Suècia. Fins ara, un suec comparteix 11 dels marcadors del príncep, i creu que la seva pròpia línia masculina es remunta al segle xv a Roslagen. Els resultats d'ADN dels moderns prínceps ruríkides indiquen que Rúrik va ser d'ascendent fi-ugra (haplogroup N3a1). Ulteriors estudis genètics semblen indicar l'existència de dos Haplogrups entre els moderns ruríkides: els descendents de Vladimir II Monòmac (Monomakhovitxes) són del grup N3a1 típic del poble fi-fino, mentre que els descendents de Oleg I de Txerníhiv  (Olgovitxes)  són del grup R1A típic dels pobles eslaus. Segons la revista Russian Newsweek indica que la genealogia oficial és probablement incorrecta però deixa l'origen ètnic de Rúrik sense aclarir.

## Hrörek de Doreste
L'únic Hrörek descrit en cròniques occidentals va ser Rorik de Doreste, un  konung  de la casa reial de Hedeby. Des del segle xix, hi ha hagut intents d'identificar-lo amb el príncep viking Rúrik de les cròniques russes.
Rorik de Doreste va néixer al voltant de 810/820 de d Anul, novè rei de Hedeby. Els cronistes francs esmenten que va rebre terres a Frísia de l'emperador Lluís I el Pietós. Això no era suficient per a ell, i va començar a assaltar els territoris veïns: va prendre Doreste el 850, va capturar Hedeby el 857 i va saquejar Bremen el 859. L'emperador es va enfurismar i el va privar de totes les seves possessions el 860. Després d'això Roerik desapareix de les fonts occidentals durant un període considerable de temps. I en aquest mateix moment, en 862, el Rúrik rus arriba al Bàltic oriental, construeix la fortalesa de Làdoga i més tard es trasllada a Nóvgorod.
Roerik de Doreste reapareix en les cròniques franques el 870, quan el seu demesne de Frísia li fou retornat per Carles el Calb, i el 882 ja s'esmenta que és mort. La crònica russa situa la mort de Rúrik de Nóvgorod el 879. Segons les fonts occidentals, el governant de Friesland va ser convertit al cristianisme pels francs. Això pot tenir paral·lelisme amb la cristianització dels rus, tal com ho relata el patriarca Foci a 867.
| Precedit per: Gostomisl | Príncep de Nóvgorod | Succeït per: Oleg |